# Wapiti de Tule
Cervus canadensis nannodes
Sous-espèce
Statut de conservation UICN

 LC  : Préoccupation mineure

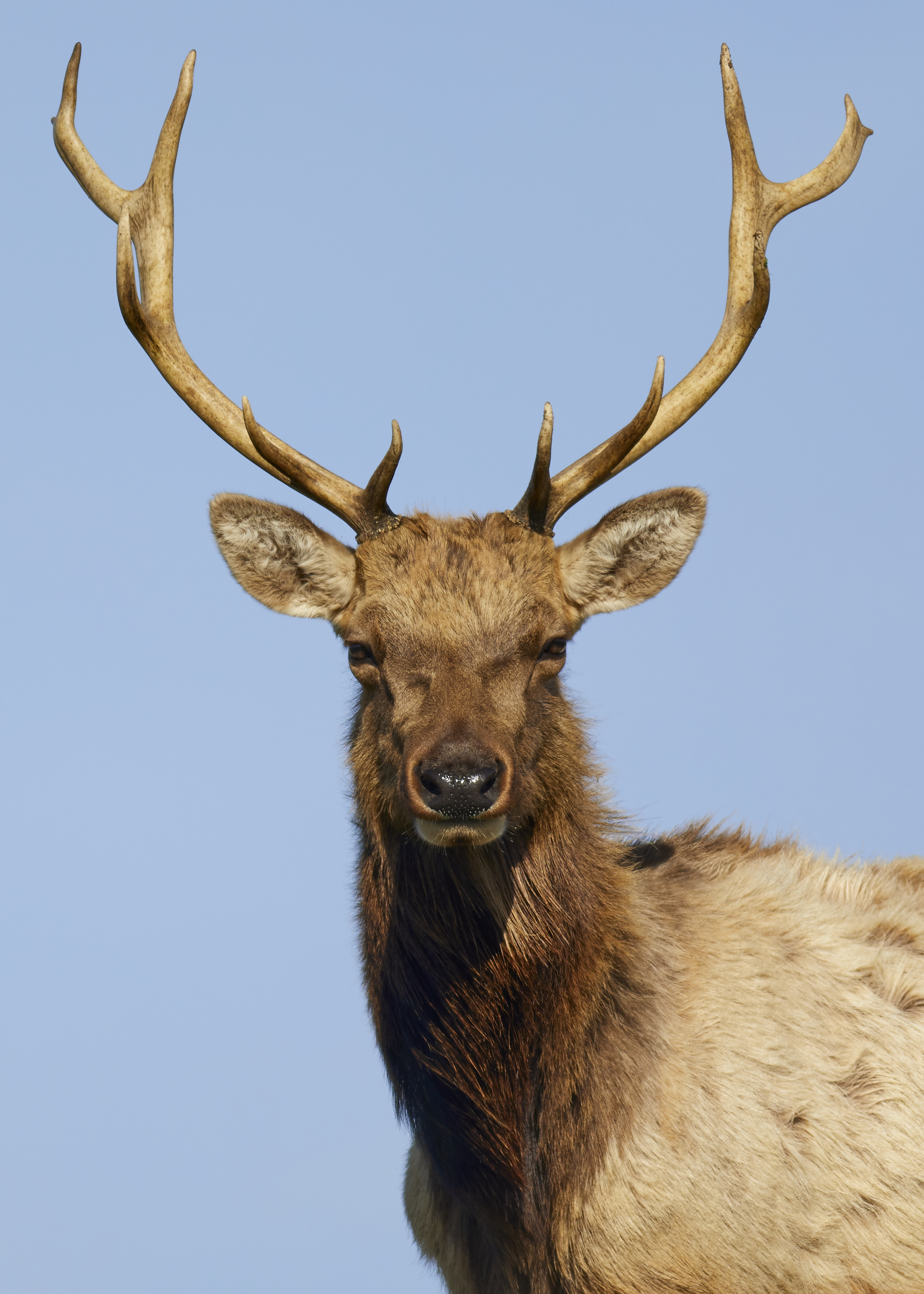
Mâle dominant Wapiti de Tule dans Point Reyes National Seashore, États-Unis. Décembre 2018.

Le wapiti de Tule ou wapiti nain (Cervus canadensis nannodes) est un mammifère herbivore de la famille des cervidés. C'est une sous-espèce du wapiti (Cervus canadensis). Il vit en Amérique du Nord.